# HáziPatika.com
A HáziPatika.com a legismertebb és leglátogatottabb magyar egészségügyi internetes portál.

## A kezdet
1998. október 15-én három magánszemély (Dolla Gábor, Kocsis Gábor, Blum Péter) megalapítja a Mezon.Net Kft. szoftverfejlesztő és tanácsadó céget. A cég fő profilja az egyedi igényekre szabott internetes szoftverfejlesztés. Irodája egy 50 nm-es Rómer Flóris utcai lakás.
1998 év végén megszületik az ötlet, hogy a megrendelésekre történő fejlesztések mellett saját fejlesztésbe is kezdjen a cég. A HáziPatika.com első ötletként egy online gyógyszerkeresőnek indult. Még a fejlesztések során, korai stádiumban derült ki, hogy ez nem elég. Ennél több tartalom és szolgáltatás kell egy portálhoz. Így az 1999. április 2-i induláskor a vény nélküli gyógyszerek adatbázisán kívül többek között cikkek, fórum, panaszleírások, hírlevél szolgáltatások jelentek meg az oldalon.

## A folytatás
A tavaszi indulást követően folyamatosan bővült a HáziPatika.com oldal és ezzel dinamikusan nőtt látogatottsága is.
1999 őszén elindul a HáziPatika.com egészségügyi online könyvesboltja.
2001 január 15.: megalakul a HáziPatika.com Kft. (tulajdonosok: Kocsis Gábor (35%), Blum Péter (35%), KFKI Invenstment Kockázati tőkebefektetési Rt. (30%)
2001 május 1.: elkészül az új HáziPatika.com site, mely mind megjelenésében mind technikai hátterében mind szolgáltatásaiban merőben új.
2002 augusztus 1.: útjára indul a babaszoba.hu gyermek-egészségügyi portál, a HáziPatika.com első satellite site-ja. Az új portál célja az Internet adta interaktivitást is kihasználva, a kisgyermekes szülők hiteles és hasznos információkat kapjanak, hogy gyermekeik egészségét megőrizzék vagy sikeresen küzdjék le az esetleges betegségeket.
2003 tavasz: új HáziPatika.com design
2007 őszén elindul az 50plusz.hu portál, mint az első olyan magyar weboldal, amely kizárólag az 50 év feletti korosztálynak szól az őket érintő tartalommal.
2009 július – Tartalmilag és formailag is megújul a babaszoba.hu portál. 2011-ben 100 százalékos tulajdonosa lett az oldalnak a Sanoma Budapest Zrt. 2014-ben Varga Zoltán vállalkozó megvásárolta a Sanoma Budapest Zrt.-t, így a házipatika portál a Central Médiacsoport Zrt.-hez került.

## Napjainkban

### A HáziPatika.com tartalmi pillérei
- Gyógyszerkereső - több, mint 10 000 Magyarországon forgalomban kapható gyógyszer és étrend-kiegészítő adatbázis
- Betegségek A-Z - több, mint 500 betegség részletes leírása, orvosok által lektorált tartalom
- Aktuális – Hírek, cikkek, a 7 témája, orvosmeteorológia, nemzetközi kitekintő, médiatár (filmek, animációk)
- Orvos válaszol– kérdések/válaszok, vizsgálatok, laboreredmény-értelmező, „Kérdezze a szakértőt!”
- Kiemelt rovatok –Kiemelt témák, kiemelt szolgáltatások a leggyakoribb betegségekről.
  - Kiemelt témák: 9 hónap, alkoholról – őszintén, allergia, alvászavarok, a pattanásról, asztma, copd, csontjaink egészsége, daganatos betegségek, depresszió, diabétesz, egészség nyáron, egészség-őrzők, egészség télen, ekcéma, elsősegély, fájdalomcsillapítás, fogamzásgátlás, fog- és szájápolás, gombásodás, gyógynövénytár, hajápolás, hiperaktív hólyag, hátsó fertály, inkontinencia, ízületi problémák, koleszterin-kontroll, légy a pszichológusod, menopauza, méhnyakrák, nikotinstop, nátha, influenza, pollenjelentés, súlyos betegek táplálkozása, őssejt, szexológia, testsúly-kontroll, vitamin abc, vércukor-kontroll, vérnyomás-kontroll, zöldség-gyümölcs
  - kiemelt szolgáltatások: egészség-receptek, gyógy- és wellness-szállások, ingyenes fogyókúra-program, koleszterinszint-csökkentő program, képeslapküldő, ételrendelés, testsúlynapló, vércukornapló, vérnyomásnapló
- Interaktív – Fórumok, kalkulátorok, tesztek, játék, hangulatméter, blog
- Keresők, egészségügyi adatbázisok - gyógyszerkereső, orvoskereső, patikakereső, kórházkereső, betegtársaságok, gyógyszállók, szótár, címtár
- Orvoskereső – az ország legnagyobb orvos adatbázisa, több, mint 4000 regisztrált orvossal
- Az Év Magánrendelője Archiválva 2019. augusztus 12-i dátummal a Wayback Machine-ben internetes szavazás

### Misszió
„Célunk az Ön egészsége!”

A HáziPatika.com hiteles egészségügyi és életmódbeli tartalmat és szolgáltatást nyújt digitális médián.
Innovatív megoldásokkal igyekszik a lehető legjobban kielégíteni látogatóinak és partnereinek igényeit.
Célja, hogy a hazai lakosság egészségtudatosságát és életszemléletét pozitív irányba befolyásolja.

### Díjai, elismerései
- 1999 - A HáziPatika.com megnyerte a Cisco Systems, az RTL Klub és a Népszabadság által rendezett I. Magyar Webversenyt
- 2005 március - Kiválóan szerepeltek a HáziPatika.com újságírói az Országos Vérellátó Szolgálat "Média a véradásért" mozgalom keretében kiírt sajtópályázaton
- 2005 október - A HáziPatika.com elnyerte az "Év Honlapja 2005" díjat
- 2005 november - A HáziPatika.com webáruháza III. helyezést ért el az eFesztivál 2005. versenyen az elektronikus kereskedelem kategóriában
- 2006 február - A HáziPatika.com nyerte az "Egészségügyi Közszolgálatért" médiadíj internetes kategóriáját
- 2006 május - Az 50 legígéretesebb magyar cég között a HáziPatika.com Kft.
- 2006 október - A HáziPatika.com Kft. az előkelő 13. helyen szerepel a Deloitte által összeállított Technology Fast 50 listáján
- 2007 május - A HáziPatika.com Kft. megkapta a Superbrands elismerést[6]
- 2007 október - A HáziPatika.com Kft. ismét felkerült a Deloitte Technology Fast50 listájára
- 2008. február Díjat nyert kollégánk a tüdőrákról szóló riportjával a Magyar Rákellenes Liga és a MÚOSZ Egészségügyi és Szociálpolitikai Szakosztályának sajtópályázatán.
- 2008 október - A HáziPatika.com Kft. ismét bejutott Közép-Európa 50 legdinamikusabban fejlődő technológiai cége közé
- 2008 november - A DeloitteTechnology Fast 500 közé választották a HáziPatika.com Kft-t.
- 2008 december -Az 50plusz.hu portál megnyerte az eFestivál 2008 Egészség kategóriáját
- 2008 december - A HáziPatika.com kategórianyertes, az 50plusz.hu Minőségdíjas az "Év Honlapja 2008" versenyen
- 2009 március - A "Leghitelesebb média a babatáplálásban" díjat kapta meg a HáziPatika.com és a babaszoba.hu
- 2009 október - Újra a Deloitte Technology Fast 50 listáján a HáziPatika.com
- 2009 november – A megújult babaszoba.hu portál az Egészségügy kategóriában a harmadik helyezést érte el az eFestiválon[7]
- 2015 Év Honlapja Különdíj Egészség kategóriában
- 2016 Superbrands díj újbóli elnyerése